# Alsóörs
Alsóörs är en ort (by) i provinsen Veszprém i västra Ungern. Orten har 1 903 invånare (2024), på en yta av 33,34 km². Den ligger vid Balatonsjön, cirka 13 kilometer sydost om Veszprém.